# Sexatge de pollets

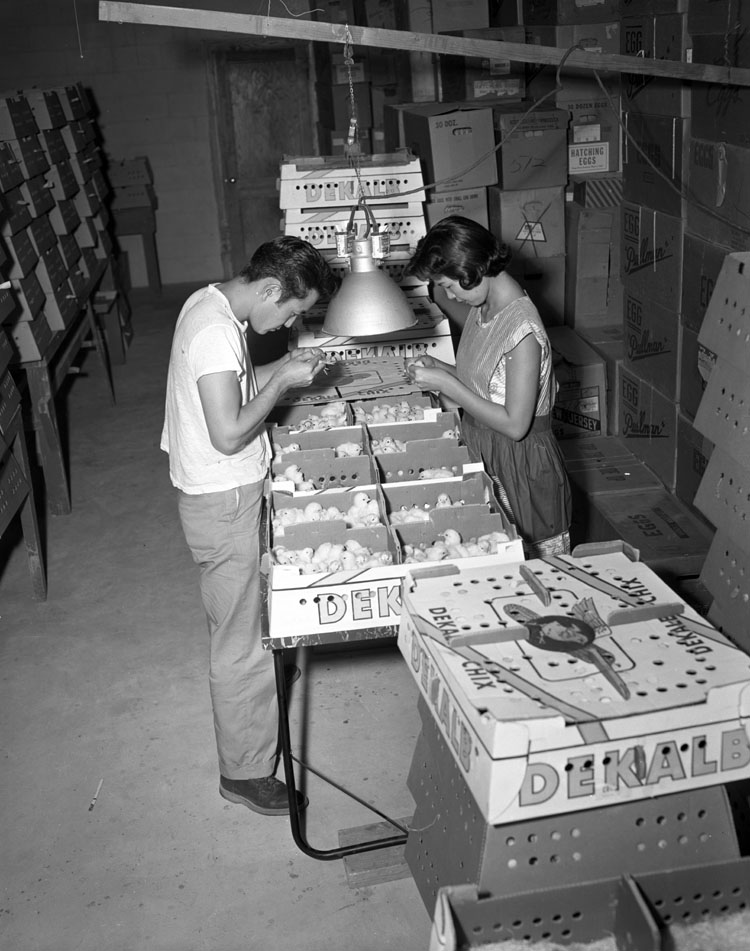
Un sexador i una sexadora de pollets als EUA, 1956

El sexatge dels pollets és el mètode per distingir el sexe dels pollastres i altres cries, normalment per una persona entrenada anomenada sexador de pollets. El sexatge dels pollets es practica principalment per grans criadors comercials per separar les femelles o "polletes" (destinades a pondre ous per a la venda comercial) dels mascles. La majoria dels mascles es maten als dies de l'eclosió perquè són irrellevants per a la producció d'ous i així es redueixen els costos per al criador. A continuació, les femelles i un nombre limitat de mascles que es mantenen per a la producció de carn es posen a diferents programes d'alimentació adequats a les seves funcions comercials.